# ジョイフルエーケー

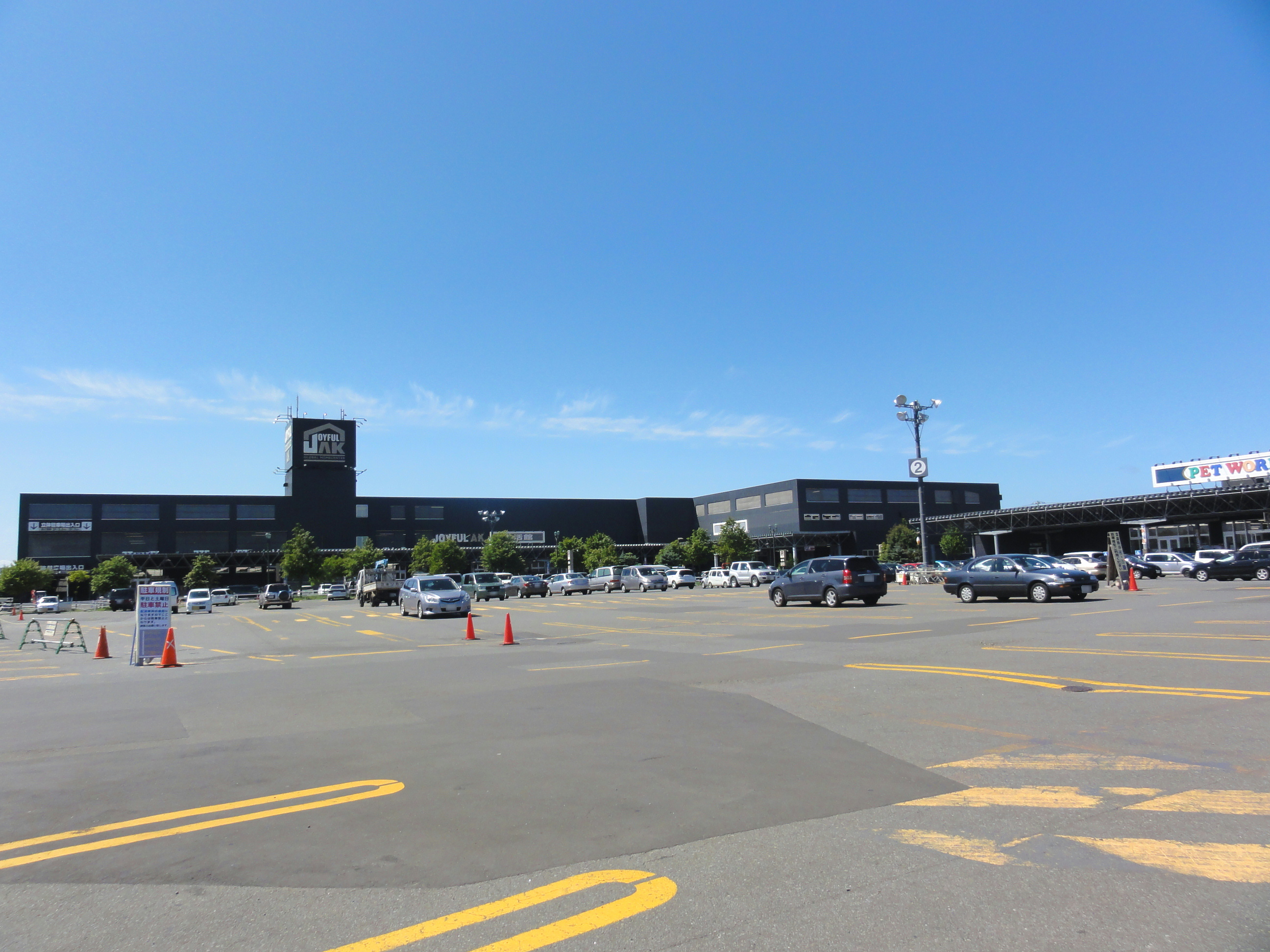
屯田店の外観（2012年8月）

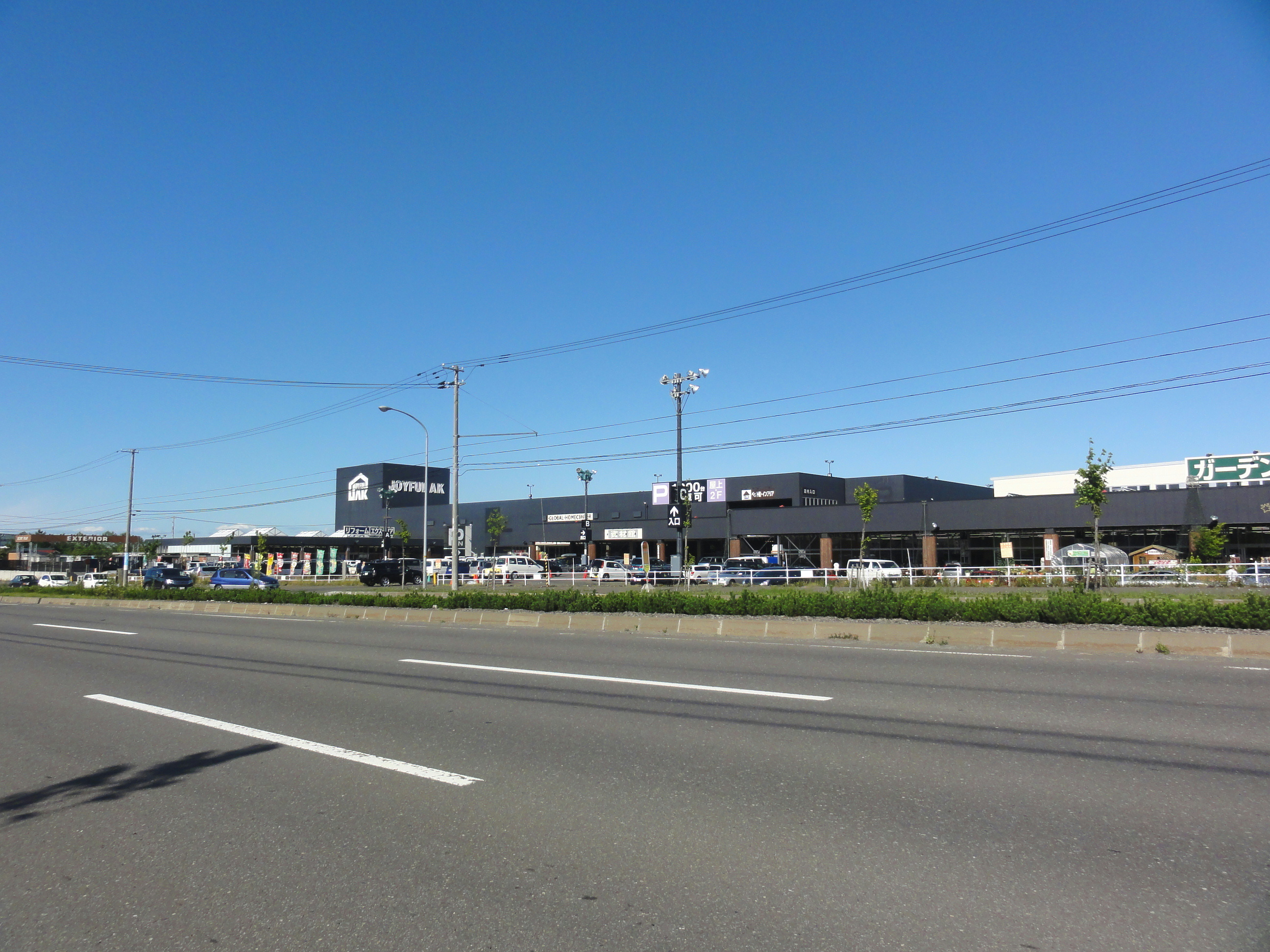
大曲店の外観（2012年8月）

株式会社ジョイフルエーケー（JOYFUL AK Co., LTD.）は、北海道でホームセンターを展開する企業である。略称は「ジョイフルAK」「JAK」。
住宅資材総合商社・キムラを中心に、ジョイフル本田とアークランズの協力を得て運営する。

## 店舗特徴
合弁先のジョイフル本田に倣い、広大な敷地を活かした大規模な店舗が特徴。品揃えの豊富さと話題性により、道内の遠方から来店する客も多い。また同社やもう一つの合弁先にあたるアークランズのPB商品が多く販売されており、北海道内においてここでしか手に入らない商品が多数存在する。また中には広大な敷地を生かして道内有数の屋内ドッグランが存在する店舗もある。
主に週末になるとペット、工具等、様々な実演会が催され、DIYの裾野を広げる役目を担っている。
毎年年末には「サンタ館」と称してクリスマス商品・イルミネーション売り場を拡大して展開する。
長らくPOSレジが導入されておらず、レジは全て手打ちであったが、2010年（平成22年）頃からようやく導入されて大部分がバーコードスキャンによるレジ打ちに変更されている。

## 沿革
- 2001年（平成13年）8月 - 共同出資の運営会社株式会社ジョイフルエーケーを設立。出資比率はキムラ51%・ジョイフル本田24.5%・アークランドサカモト（現・アークランズ）24.5%。
- 2002年（平成14年）6月 - 北海道札幌市北区に第一号店を開店した。
- 2003年（平成15年）10月 - 北海道北広島市大曲に大曲店を開店。
- 2005年（平成17年）10月 - 道内最大のクリスマス用品店「サンタ館」をオープン（季節限定）。
- 2008年（平成20年）4月 - 屯田店・大曲店を増床し、リニューアルオープン。
- 2009年（平成21年）7月 - 訪問代行サービス「住まいる救急」を開始。
- 2010年（平成22年）7月 - 北海道帯広市に帯広店を開店。
- 2013年（平成25年）8月 - 江別出店構想の記事が発表。
- 2014年（平成26年）10月 - ホームセンター業界初の本格仏壇店「メモリアルギャラリー」を開始。
- 2016年（平成28年）8月 - イメージキャラクター「ジョイフルくん」誕生。
- 2017年（平成29年）
  - 3月 - 北海道江別市に大麻店を開店。
  - 6月21日 - ポイントカードとしてEZOCAを導入[1]。
  - 12月 - ペットワールドPROX新発寒店を開店。
- 2018年（平成30年）〜2019年（令和元年）頃 - 出資比率がキムラ70%・ジョイフル本田15%・アークランドサカモト15%に変更となる[2][3]。
- 2019年（令和元年）11月29日 - ペットワールドPROX伏古店を開店。
- 2020年（令和2年）7月8日 - ペットワールドPROX西岡店を開店。
- 2021年（令和3年）
  - 6月16日 - BUILD-ON新道店を開店。
  - 12月8日 - ペットワールドPROX音更店を開店。
- 2023年（令和5年）10月11日 - 新規出店計画を発表。2024年夏に苫小牧市清水町にペットワールドPROX、同年秋に苫小牧市ウトナイ北にジョイフルエーケーBUILD-ON、2025年夏以降に釧路市鳥取南（日本製紙釧路工場跡）にジョイフルエーケーを出店する予定[4]。
- 2024年（令和6年）
  - 7月24日 - ペットワールドPROX苫小牧中央店を開店[5]。
  - 10月30日 - BUILD-ON苫小牧東店を開店[6][7]。
- 2025年（令和7年）7月23日 - ジョイフルエーケー釧路店を開店[8]。

## 所在地

### 本社
- 北海道札幌市東区北6条東4丁目1番地7

### 店舗

#### ジョイフルエーケー
大規模ホームセンター。
- 屯田店（札幌市北区屯田8条5丁目5-1）※建物は3棟に分かれる

（1F）生活館・ツールワールド・資材館
（2F）インテリアセンター・メモリアルギャラリー
ガーデンセンター・リフォームエクステリアセンター
ペットワールド・アウトドア館サイクルワールド・北海市場
生鮮食料品売り場は、2018年10月まで無かった（酒類は、2006年12月より取り扱いを開始した）。これは、すでに近隣にイトーヨーカドー屯田店が出店していた為、設置していなかったが大曲店の影響もあり現在は、スーパーマーケットとして北海市場がテナントとして入居している。
- 大曲店（北広島市大曲工業団地7丁目3-4）※建物は2棟に分かれる

（1F）生活館・ツールワールド・資材館・フードコート（一口茶屋）・生鮮館・セリア
（2F）インテリアセンター・メモリアルギャラリー・眠り本舗・ペットワールド
ガーデンセンター・リフォームエクステリアセンター
生鮮館では、スーパーマーケットとして開業以来ジャパンミートが運営していたが2020年9月27日閉店。2020年11月1日全日食チェーンスーパーエースが開店。因みに生鮮館と言う名称は大曲店のみ
- 帯広店（帯広市東7条南16丁目2-1）※建物は2棟に分かれる

生活館・メモリアルギャラリー・インテリアセンター・ガーデンセンター・ペットワールド・フードコート（ピーターパン）
資材センター・ツールワールド・リフォームエクステリアセンター
生鮮食料品売り場は無いが、業務用食材及び酒類の取り扱いはある。
- 大麻店（江別市大麻198-3）※建物は3棟に分かれる

生活館・インテリアセンター・サイクルセンター
資材センター・ガーデンセンター・リフォームエクステリアセンター
ペットワールド
開店当初より、アークランドサカモト（当時。現・アークランズ）が営業しているアート&クラフト専門店「アークオアシス」を導入している。
生鮮食料品売り場は無いが、業務用食材及び酒類の取り扱いはある。
- 釧路店（釧路市鳥取南4丁目4-12）※建物は2棟に分かれる

ホームセンター・インテリアセンター・メモリアルギャラリー・ペットワールドPROX・セリア
資材センター（BUILD-ON）・ツールワールド・ガーデンセンター
- 他店舗と異なり、ペットコーナーに「ペットワールドPROX」、資材センターに「BUILD-ON」の名称を付与している（後述の通り、これらの名称は単独店舗においても用いられる名称である）。

同敷地内にはコープさっぽろ・ヤマダデンキ・ツルハドラッグ・無印良品も出店を予定しており、これらを合わせたショッピングセンターをジョイフルタウン釧路と呼称するものとした。

#### ペットワールドPROX
ペットならびにペット用品店。
- 新発寒店（札幌市手稲区新発寒4条1丁目1-65） - パワーセンターコムスに出店。
- 伏古店（札幌市東区伏古10条5丁目2-7）
- 西岡店（札幌市豊平区西岡3条5丁目5-3） - ビバホーム西岡店→文教堂西岡店の跡地に出店。
- 音更店（河東郡音更町木野大通東10丁目1-4） - 2021年12月8日開店[12]。
- 苫小牧中央店（苫小牧市清水町1丁目4-12） - 2024年7月24日開店[5]。苫小牧清水町1丁目商業施設内。

※このほか、ジョイフルエーケー釧路店のペットコーナーが「ペットワールドPROX」を呼称している。

#### ジョイフルエーケーBUILD-ON
工具・金物・建設資材等に特化した中小規模のホームセンター。
- 新道店 (札幌市東区伏古11条3丁目1-50) - 2021年6月16日開店[13]。DCMサンワ伏古新道店の跡地に出店。
- 苫小牧東店（苫小牧市ウトナイ北10丁目17-22[14]） - 2024年10月30日開店[6][7]。

※このほか、ジョイフルエーケー釧路店の資材コーナーが「BUILD-ON」を呼称している。

### 過去の店舗

#### グッドー
もとは当社親会社のキムラが営業していたホームセンターで、2011年9月にジョイフルエーケーが運営を統合した。
2011年9月現在では以下の2店舗を運営していたものの、いずれも閉店している。
- 伊達末永店（北海道伊達市） - 2013年7月9日閉店[18]。
- 白樺店（北海道帯広市） - 2018年12月31日閉店。跡地は、隣接して営業していたダイイチの増床に利用された。[19]

## 関連企業
- キムラ
- ジョイフル本田
- アークランズ